# Robert Larsson (redaktör)

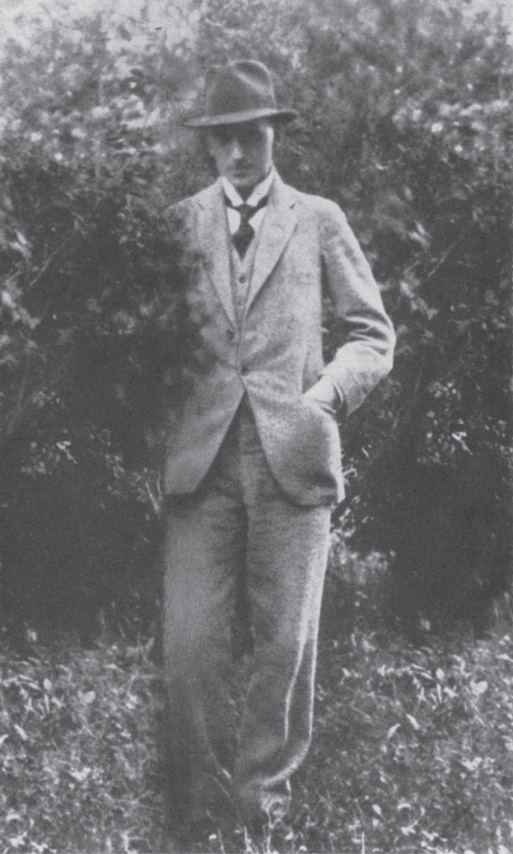
Robert Larsson (den enda kända bilden av honom).

Carl Robert Larsson, född 23 oktober 1885 i Malmö Sankt Pauli församling, död 18 oktober 1956 i Lunds domkyrkoförsamling, var en svensk skriftställare och redaktör. 
Larsson var redaktör för den vetenskapliga tidskriften Hereditas från dess grundande 1920 till 1954. Han tog 1910 initiativet till grundandet av Mendelska sällskapet i Lund och utsågs samma år till att tjänstgöra som sekreterare i sällskapets första styrelse. Larsson studerade botanik vid Lunds universitet under Bengt Lidforss, men klarade på grund av sin nervösa läggning inte av att tentera och tog således aldrig någon examen.
Åren 1908–1914 var Larsson extraordinarie amanuens vid botaniska institutionen i Lund och innehade 1918–1919 en liknande tjänst vid den då nystartade institutionen för ärftlighetsforskning. Som erkänsla för sitt arbete som redaktör för Hereditas och sin verksamhet inom Mendelska sällskapet utnämndes han efter andra världskriget till hedersdoktor vid Lunds universitet. Utöver arbetet som redaktör var Larsson verksam som översättare, kåsör och populärvetenskaplig författare.